# 푸씨 철로

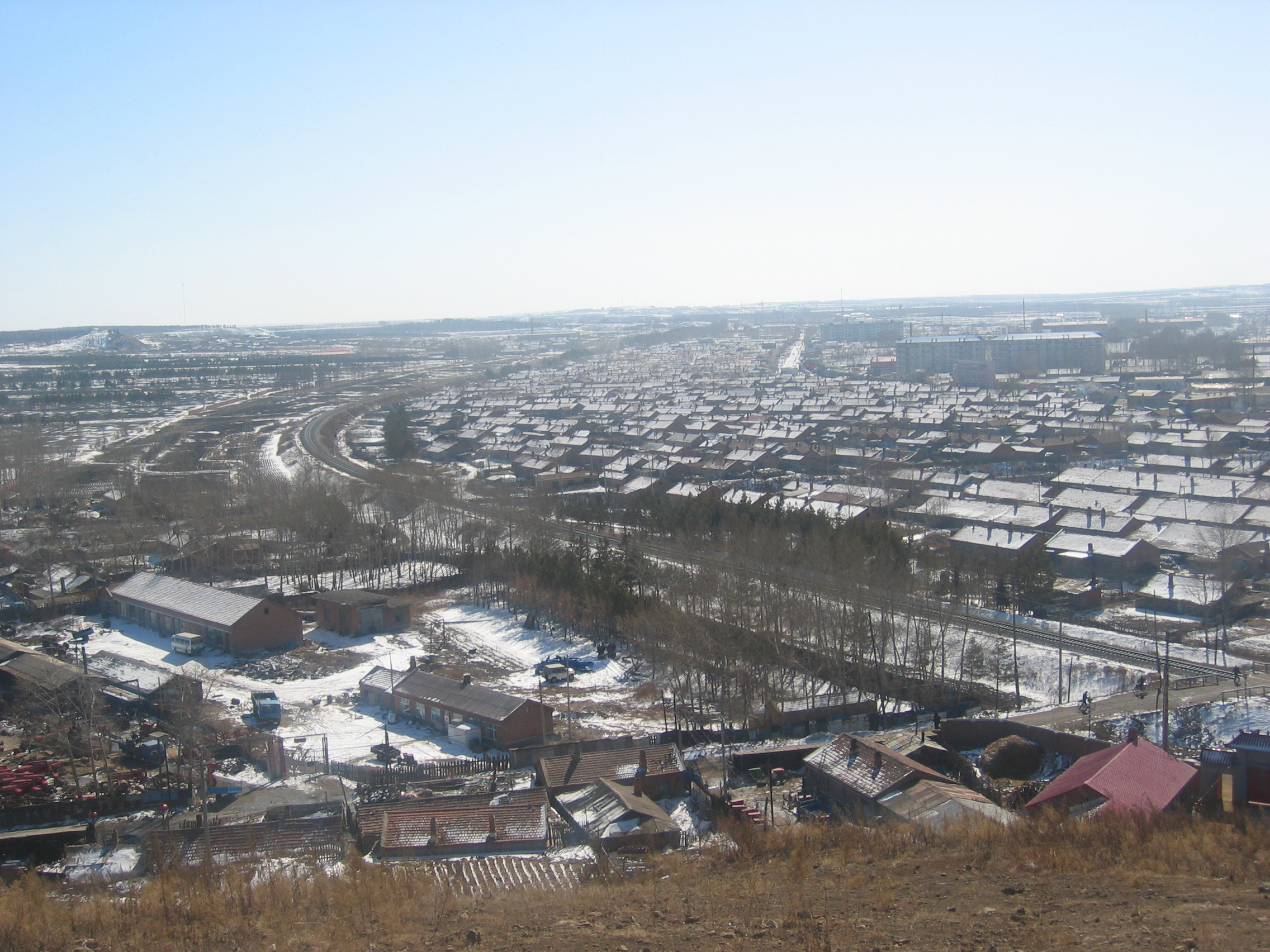

푸씨 철로(중국어 간체자: 富西铁路, 정체자: 富西鐵路, 병음: Fuxi Tielu)는 중국 국철 소속의 철도 노선으로, 헤이룽장성 푸위 현의 푸위(富裕) 역(zh)에서 모허 현에 위치한 구리안(古蓮) 역(zh)까지를 잇는다.

## 노선 개요
- 길이 : 860km
- 궤간 : 1435mm 표준궤
- 관할 : 하얼빈 철로국
- 역 수 : 68

## 연혁
- 1930년 : 푸위∼넌장(嫩江, 넌장 현 소재) 구간 착공
- 1936년 : 푸위∼넌장 구간이 푸넌 철로(富嫩铁路)로 개통
- 1958년 : 구리안∼넌장 구간 착공
- 1972년 : 구리안∼넌장 구간이 넌린 철로(嫩林铁路)로 개통
- (자료 없음) : 두 선구를 합하여 푸씨 철로로 함

## 접속 노선
- 푸위 역 : 치베이 철로
- 자거다치 역(자거다치 구 소재) : 이쟈 철로(伊加铁路)
- 린하이 역(신린 구 소재) : 린비 철로
- 타허 역(타허 현 소재) : 타한 철로(搭韓铁路)